# 35465 Emilianoricci
35465 Emilianoricci è un asteroide della fascia principale. Scoperto nel 1998, presenta un'orbita caratterizzata da un semiasse maggiore pari a 2,4004431 au e da un'eccentricità di 0,1079948, inclinata di 7,30628° rispetto all'eclittica.
L'asteroide è dedicato al giornalista italiano Emiliano Ricci.